# Phaulula daitoensis
Phaulula daitoensis är en insektsart som först beskrevs av Matsumura, S. och Tokuichi Shiraki 1908.  Phaulula daitoensis ingår i släktet Phaulula och familjen vårtbitare. Inga underarter finns listade i Catalogue of Life.